# 北海道当別高等学校
北海道当別高等学校（ほっかいどうとうべつこうとうがっこう、Hokkaido Tobetsu High School）は、北海道石狩郡当別町にある公立（道立）の高等学校である。
全日制普通科、家政科、園芸デザイン科が存在する。

## 沿革
- 1949年 - 北海道江別高等学校の当別分校として開校。
- 1950年 - 移管に伴い北海道札幌西高等学校当別分校と改称。
- 1952年 - 北海道当別高等学校と改称。
- 2007年 - 定時制農業科の募集停止。
- 2008年 - 全日制農業科を園芸デザイン科へ転換。
- 2017年4月12日 北海道教育委員会は、「北海道立高等学校学則の一部を改正する教育委員会規則」(昭和26年規則8号。別表第1)を教育庁原案通り全会一致で議決。これにより平成29年度の生徒定員(第一学年普通科現行120)は40(一学級分)減員され80となった。[1]

## 部活動等
体育系
- 男子バスケットボール部
- 女子バスケットボール部
- 卓球部
- テニス部
- 柔道部
- ウエイトリフティング部

文化系
- 茶道部
- 写真部
- 囲碁部
- 書道部

- 漫画研究部
- 吹奏楽部
- 美術部
- 情報処理部
- 生徒会執行部(？)

同好会
- 漢字研究同好会

外局
- 放送局

- 図書局

## 著名な出身者
- 佐々木丸美 - 小説家
- 山本優 - ソフトボール選手（東京オリンピック金メダリスト）